# Амуры

Область астероидов группы Амура выделена зелёным

Амуры — группа околоземных астероидов, чьи орбиты полностью находятся снаружи орбиты Земли (их расстояние от Солнца в перигелии больше афелийного расстояния Земли, но меньше значения 1,3 а. е. 1,017 а. е. < q < 1,3 a. e.). Таким образом, даже в самой близкой точке своей орбиты эти астероиды находятся дальше от Солнца, чем Земля в самой дальней точке своей орбиты. Данная группа астероидов была названа в честь одного из самых известных своих представителей, — астероида (1221) Амур, который был обнаружен в начале марта 1932 года и назван в честь бога любви Амура.
Астероид (433) Эрос получил известность благодаря тому, что стал первым астероидом, у которого появился искусственный спутник — космический аппарат NEAR Shoemaker. Впоследствии этот космический аппарат совершил первую в истории посадку на данный астероид.
По состоянию на март 2013 года известно о наличии 3653 астероидов данной группы, из них 571 присвоены порядковые номера, а шестьдесят пять имеют собственные имена.
Амуры, как и другие представители околоземных астероидов, имеют сравнительно небольшие размеры. Известно лишь четыре амура с диаметром более 10 км. Наиболее крупным из них является (1036) Ганимед, диаметр которого составляет почти 32 км. Второй по размерам амур, астероид (3552) Дон Кихот, диаметром около 19 км, является одним из наиболее тёмных известных астероидов, с альбедо около 3 %..

## Существующие определения
Существует два определения амуров, каждое из которых включает по три критерия, которым должен удовлетворять астероид, чтобы считаться принадлежащим к группе амуров. Главное различие этих определений кроется в том, что в первом случае орбита астероида с внутренней стороны ограничивается средним расстоянием Земли до Солнца (1,000 а. е.), в то время как во втором учитывается эксцентриситет земной орбиты и внутренней границей орбиты астероида является точка афелия земной орбиты (1,017 а. е.). Подобные разногласия приводят к путанице, поскольку один и тот же астероид в разных базах данных может быть причислен к двум разным группам, как, например, это случилось с астероидом (65803) Дидим. Подобные недоразумения стали возможны из-за того, что в одной базе данных используется одно определение, а во второй другое. Из-за этого и количество астероидов в разных базах данных разнится: в одном случай их 3840, в другом — 3653.

### Определение 1
- Астероид должен приближаться к Земле на расстояние менее 0,3 а. е. Другими словами, он должен подходить к земной орбите ближе, чем любая крупная планета. Ближайшей к Земле планетой является Венера, которая в моменты наибольших противостояний сближается с ней до дистанции 0,27 а. е., а это значение для удобства округляется до 0,3 а. е. Поскольку орбита амуров находится снаружи орбиты Земли, то полученное расстояние используется для ограничения распространения орбит астероидов с внешней стороны земной орбиты и в сумме со значением большой полуоси составляет 1,3 а. е. ( q < 1,3 а. е.). За пределами 1,3 а. е. располагаются тела, относящиеся уже к группе астероидов, пересекающих орбиту Марса. При этом важно понимать, что так как амуры имеют довольно вытянутые орбиты, то практически все они, так или иначе, при приближению к афелию своей орбиты, пересекают орбиту Марса, хотя и не относятся к этой группе.

- Орбита астероида должна находиться за пределами орбиты Земли. Среди групп околоземных астероидов для амуров есть группа астероидов атиры, которые напротив, целиком находятся внутри орбиты Земли.

- Орбита астероида не должна пересекать орбиту Земли. Это является ключевым условием для амуров, потому что в противном случае он будет относиться либо к атонам, либо к аполлонам. Другими словами, астероид не должен подходить к Солнцу ближе, чем среднее расстояние Земли до Солнца (1,0 а. е.). Более строгое определение этого критерия звучит так: в любой точке вдоль орбиты астероида, орбита Земли находится ближе к Солнцу. При этом надо помнить, что из-за эксцентриситета расстояние Земли до Солнца в течение года меняется от 0,983 а. е. до 1,017 а. е. Это обстоятельство довольно сильно затрудняет идентификацию астероидов.

Все эти три критерия можно свести к одному условию: перигелийное расстояние астероида должно быть больше среднего расстояния Земли от Солнца (большой полуоси), но меньше 1,3 а. е. (1,0 а. е.< q < 1,3 а. е.). Любой астероид, чья орбита удовлетворяет этому условию может считаться входящим в группу амура. Данное определение используется в первую очередь в центре малых планет.

### Определение 2
- Орбитальный период астероид составляет более одного года. Это равносильно тому, что его большая полуось больше 1,000 а. е. (a > 1,000 а. е.).

- Орбита астероида не пересекает орбиту Земли. Перигелийное расстояние астероида больше, чем афелийное расстояние Земли (q > 1,017 а. е.).

- Астероид является околоземным объектом, то есть его перигелий меньше 1,3 а. е. (q < 1,3 а. е.).

Все эти три критерия можно свести к одному условию: большая полуось астероида должна быть больше среднего расстояния Земли от Солнца (а > 1,0 а. е.), а его перигелийное расстояние должно быть больше афелийного расстояния Земли, но меньше 1,3 а. е. (1,017 а. е.< q < 1,3 а. е.). Любой астероид, чья орбита удовлетворяет этому условию может считаться входящим в группу амура. Данное определение используется в первую очередь в базе данных Лаборатории реактивного движения и в российских источниках.

## Подгруппы
Астероиды группы Амура можно разделить на четыре подгруппы, в зависимости от их среднего расстояния от Солнца:

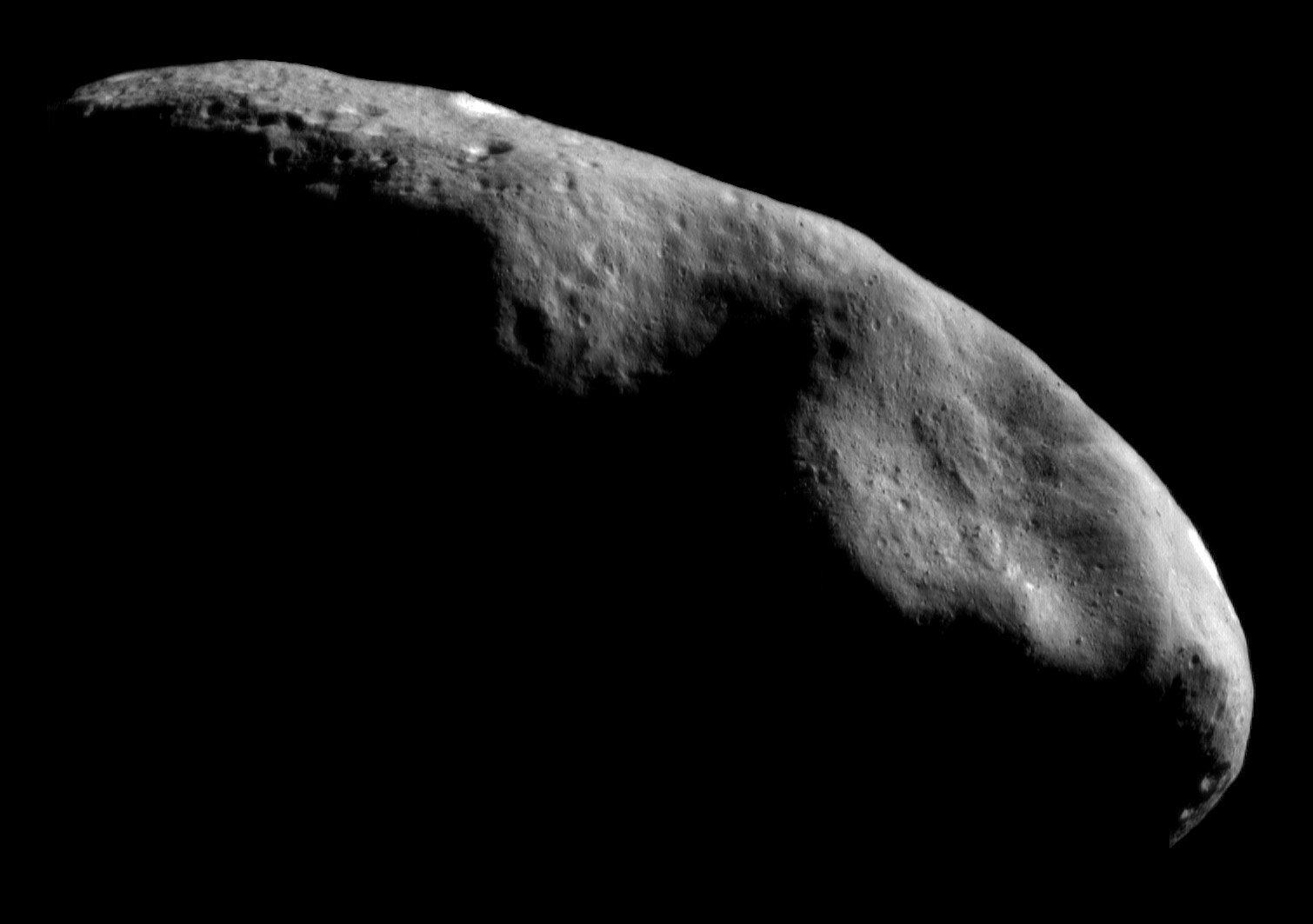
Самый известный представитель группы Амура астероид (433) Эрос

Амуры I — относительно немногочисленная подгруппа амуров, к которой относится менее 1/5 всех известных астероидов этой группы, в том числе (433) Эрос. Они располагаются между орбитами Земли и Марса (большая полуось 1,017 — 1,523 а. е.) и характеризуются более слабо вытянутыми орбитами, по сравнению с другими подгруппами амуров.
Низкие значения эксцентриситета приводят к тому, что некоторые астероиды данной подгруппы и вовсе никогда не покидают область между орбитами Земли и Марса, образуют в ней своеобразный пояс из околоземных астероидов. Однако, и имеющихся значений эксцентриситета хватает, чтобы некоторые астероиды этой подгруппы, как, например, тот же (433) Эрос, в афелии проникали далеко за орбиту Марса.
Амуры II — довольно многочисленная подгруппа амуров, к которой относится около 1/3 всех известных астероидов этой группы, в том числе (1221) Амур. Они располагаются между орбитами Марса и астероидов внутренней части главного пояса (большая полуось 1,523 — 2,12 а. е.) и характеризуются умеренно вытянутыми орбитами (эксцентриситет 0,17 — 0,52). Таким образом, они пересекают орбиту Марса с снаружи, а пояс астероидов с изнутри.
Амуры III — самая многочисленная подгруппа амуров, к которой относится больше половины всех известных астероидов этой группы. Они располагаются внутри главного пояса (большая полуось 2,12 — 3,57 а. е.) и характеризуются довольно сильно вытянутыми орбитами (эксцентриситет 0,4 — 0,6). Столь большие эксцентриситеты приводят к тому, что около трети астероидов данной подгруппы, такие как, например, (719) Альберт и (1036) Ганимед, имеют орбиты, которые простираются за пределы главного пояса и вплотную приближаются к орбите Юпитера, на дистанцию до 1 а. е. , а некоторые и вовсе пересекают его орбиту, например, (5370) Таранис.
Поскольку амуры этой подгруппы находятся в пределах главного пояса, они также входят в подгруппы пояса астероидов. Например, астероид (887) Алинда, который также возглавляет одноимённое семейство, находиться в орбитальном резонансе с Юпитером 1:3 и с Землёй 4:1.
Амуры IV — самая малочисленная подгруппа амуров, у которой известно лишь 14 представителей. Они располагаются за пределами главного пояса (большая полуось более 3,57 а. е.) и характеризуются очень сильно вытянутой орбитой (от 0,65 до 0,75). Все астероиды данной подгруппы пересекают орбиту Юпитера. Хотя их орбиты имеют очень высокий эксцентриситет, они всё же не так вытянуты, как орбиты большинства дамоклоидов и комет, орбиты которых имеют эксцентриситет около 0,9. Из всех 14 астероидов этой подгруппы лишь один имеет собственное имя — астероид (3552) Дон Кихот, и всего два — порядковые номера в каталоге, — (85490) 1997 SE5.
Другой астероид этой подгруппы, 2007 VA85, интересен тем, что вращается вокруг Солнца в обратную сторону, по сравнению с большинством тел Солнечной системы (2007 VA85 наклонён к плоскости эклиптики на 132°).

## Пересечение амуров с земной орбитой
Согласно первому, более простому определению, принятому в центре малых планет, амуры могут не только приближаться к орбите Земли, но и заходить внутрь её орбиты до 1,000 а. е. Таким образом, такие астероиды наравне с аполлонами или атонами пересекают земную орбиту (внешний грейзер) и могут представлять для Земли реальную опасность.
Согласно второму, более точному определению, принятому в российской науке, амуры не пересекают орбиту Земли. Тем не менее зачастую они представляют для неё определённую опасность, ведь их орбиты расположены в непосредственной близости не только от Земли, но и от Марса и обе планеты способны влиять на орбиты этих тел, изменяя их непредсказуемым образом, в том числе и выводя на траектории пересечения с орбитой Земли — в этом случае они переходят в группу аполлонов и атонов, — а их опасность для нашей планеты резко повышается.

## Потенциально опасные астероиды
Большинство потенциально опасных астероидов, пересекающих орбиту Земли, относится либо к атонам, либо к аполлонам, но примерно 1/10 часть является амурами. Чтобы считаться потенциально опасным астероид должен быть способен подойти к Земле ближе чем на 0,05 а. е. Наиболее известными примерами таких тел, являются астероиды (2061) Анса, (3908) Нюкта и (3671) Дионис.
| Наименование (подгруппа)    | Большая полуось {\displaystyle a{\text{ (a. e.)}}} | Перигелий {\displaystyle q{\text{ (a. e.)}}} | Афелий {\displaystyle Q{\text{ (a. e.)}}} | Эксцентриситет {\displaystyle e} | Наклон {\displaystyle i} |
| --------------------------- | -------------------------------------------------- | -------------------------------------------- | ----------------------------------------- | -------------------------------- | ------------------------ |
| (433) Эрос (I)              | 1,46                                               | 1,13                                         | 1,78                                      | 0,22                             | 10,80                    |
| (719) Альберт (III)         | 2,63                                               | 1,18                                         | 4,08                                      | 0,55                             | 11,60                    |
| (887) Алинда (III)          | 2,48                                               | 1,07                                         | 3,88                                      | 0,57                             | 9,40                     |
| (1036) Ганимед (III)        | 2,66                                               | 1,24                                         | 4,09                                      | 0,53                             | 26,70                    |
| (1221) Амур (II)            | 1,92                                               | 1,08                                         | 2,75                                      | 0,44                             | 11,90                    |
| (1580) Бетулия (III)        | 2,20                                               | 1,12                                         | 3,27                                      | 0,49                             | 52,10                    |
| (1627) Ивар (II)            | 1,86                                               | 1,12                                         | 2,60                                      | 0,40                             | 8,40                     |
| (1915) Кетцалькоатль (III)  | 2,54                                               | 1,09                                         | 3,99                                      | 0,57                             | 20,40                    |
| (1916) Борей (III)          | 2,27                                               | 1,25                                         | 3,29                                      | 0,45                             | 12,90                    |
| (1917) Куйо (III)           | 2,15                                               | 1,07                                         | 3,23                                      | 0,50                             | 23,90                    |
| (1943) Антерос (I)          | 1,43                                               | 1,06                                         | 1,80                                      | 0,26                             | 8,70                     |
| (1980) Тескатлипока (II)    | 1,71                                               | 1,09                                         | 2,33                                      | 0,36                             | 26,90                    |
| (2059) Бабиокивари (III)    | 2,64                                               | 1,24                                         | 4,05                                      | 0,53                             | 11,00                    |
| (2061) Анса (III)           | 2,26                                               | 1,05                                         | 3,48                                      | 0,54                             | 3,80                     |
| (2202) Пеле (III)           | 2,29                                               | 1,12                                         | 3,46                                      | 0,51                             | 8,70                     |
| (2368) Бельтровата (II)     | 2,10                                               | 1,23                                         | 2,98                                      | 0,41                             | 5,20                     |
| (2608) Сенека (III)         | 2,51                                               | 1,07                                         | 3,96                                      | 0,57                             | 14,80                    |
| (3102) Крок (III)           | 2,15                                               | 1,19                                         | 3,12                                      | 0,45                             | 8,40                     |
| (3122) Флоренс (II)         | 1,77                                               | 1,02                                         | 2,52                                      | 0,42                             | 22,20                    |
| (3199) Нефертити (II)       | 1,57                                               | 1,13                                         | 2,02                                      | 0,28                             | 33,00                    |
| (3271) Ул (II)              | 2,10                                               | 1,27                                         | 2,93                                      | 0,40                             | 25,00                    |
| (3288) Селевк (II)          | 2,03                                               | 1,10                                         | 2,96                                      | 0,46                             | 5,90                     |
| (3352) Маколифф (II)        | 1,88                                               | 1,19                                         | 2,57                                      | 0,37                             | 4,80                     |
| (3551) Верения (II)         | 2,09                                               | 1,07                                         | 3,11                                      | 0,49                             | 9,50                     |
| (3552) Дон Кихот (IV)       | 4,22                                               | 1,21                                         | 7,23                                      | 0,71                             | 31,00                    |
| (3553) Мера (II)            | 1,64                                               | 1,12                                         | 2,17                                      | 0,32                             | 36,80                    |
| (3691) Беда (II)            | 1,77                                               | 1,27                                         | 2,28                                      | 0,28                             | 20,40                    |
| (3757) Анаголай (II)        | 1,83                                               | 1,02                                         | 2,65                                      | 0,45                             | 3,87                     |
| (3908) Нюкта (II)           | 1,93                                               | 1,04                                         | 2,81                                      | 0,46                             | 2,20                     |
| (4055) Магеллан (II)        | 1,82                                               | 1,23                                         | 2,41                                      | 0,33                             | 23,20                    |
| (4401) Адити (III)          | 2,58                                               | 1,12                                         | 4,04                                      | 0,56                             | 26,70                    |
| (4487) Покахонтас (II)      | 1,73                                               | 1,22                                         | 2,24                                      | 0,30                             | 16,40                    |
| (4503) Клеобул (III)        | 2,71                                               | 1,29                                         | 4,12                                      | 0,52                             | 2,50                     |
| (4587) Рис (III)            | 2,65                                               | 1,30                                         | 4,01                                      | 0,51                             | 24,60                    |
| (4947) Нинкаси (I)          | 1,37                                               | 1,14                                         | 1,60                                      | 0,17                             | 15,70                    |
| (4954) Эрик (II)            | 2,00                                               | 1,10                                         | 2,90                                      | 0,45                             | 17,40                    |
| (4957) Брюсмюррей (II)      | 1,57                                               | 1,22                                         | 1,91                                      | 0,22                             | 35,00                    |
| (5324) Ляпунов (III)        | 2,96                                               | 1,14                                         | 4,78                                      | 0,61                             | 19,50                    |
| (5332) Дэвидагилар (III)    | 2,16                                               | 1,18                                         | 3,15                                      | 0,46                             | 25,50                    |
| (5370) Таранис (III)        | 3,33                                               | 1,22                                         | 5,45                                      | 0,63                             | 19,10                    |
| (5620) Джейсонуилер (III)   | 2,16                                               | 1,24                                         | 3,07                                      | 0,42                             | 7,90                     |
| (5653) Камарильо (II)       | 1,79                                               | 1,25                                         | 2,34                                      | 0,30                             | 6,90                     |
| (5751) Дзао (II)            | 2,10                                               | 1,21                                         | 2,99                                      | 0,42                             | 16,10                    |
| (5797) Бивой (II)           | 1,89                                               | 1,05                                         | 2,73                                      | 0,44                             | 4,20                     |
| (5863) Тара (III)           | 2,22                                               | 1,09                                         | 3,35                                      | 0,51                             | 19,50                    |
| (5869) Танит (II)           | 1,81                                               | 1,23                                         | 2,39                                      | 0,32                             | 17,90                    |
| (5879) Альмерия (II)        | 1,62                                               | 1,15                                         | 2,09                                      | 0,29                             | 21,60                    |
| (6050) Миваблок (III)       | 2,20                                               | 1,24                                         | 3,16                                      | 0,44                             | 6,40                     |
| (6456) Голомбек (III)       | 2,19                                               | 1,29                                         | 3,09                                      | 0,41                             | 8,21                     |
| (6569) Ондатже (II)         | 1,63                                               | 1,27                                         | 1,99                                      | 0,22                             | 22,60                    |
| (7088) Иштар (II)           | 1,98                                               | 1,21                                         | 2,75                                      | 0,39                             | 8,30                     |
| (7336) Саундерс (III)       | 2,31                                               | 1,20                                         | 3,41                                      | 0,48                             | 7,20                     |
| (7358) Одзэ (III)           | 2,20                                               | 1,09                                         | 3,30                                      | 0,50                             | 4,70                     |
| (7480) Норван (II)          | 1,57                                               | 1,07                                         | 2,06                                      | 0,32                             | 9,50                     |
| (8013) Гордонмур (III)      | 2,20                                               | 1,25                                         | 3,15                                      | 0,43                             | 7,60                     |
| (8034) Акка (II)            | 1,83                                               | 1,08                                         | 2,58                                      | 0,41                             | 2,00                     |
| (8709) Кадлу (III)          | 2,53                                               | 1,30                                         | 3,77                                      | 0,49                             | 3,50                     |
| (9172) Абхрэму (III)        | 2,71                                               | 1,21                                         | 4,21                                      | 0,55                             | 7,80                     |
| (9950) ЕКА (III)            | 2,44                                               | 1,15                                         | 3,74                                      | 0,53                             | 14,60                    |
| (11284) Белен (II)          | 1,74                                               | 1,15                                         | 2,33                                      | 0,34                             | 2,00                     |
| (13553) Масаакикояма (III)) | 2,19                                               | 1,18                                         | 3,20                                      | 0,46                             | 5,90                     |
| (15817) Лучанотези (I)      | 1,32                                               | 1,17                                         | 1,48                                      | 0,12                             | 13,90                    |
| (16064) Дэвидхарви (III)    | 2,85                                               | 1,17                                         | 4,53                                      | 0,59                             | 4,50                     |
| (16912) Рианнон (II)        | 1,75                                               | 1,27                                         | 2,23                                      | 0,27                             | 24,50                    |
| (18106) Блюм (III)          | 2,44                                               | 1,19                                         | 3,70                                      | 0,51                             | 4,20                     |
| (20460) Робуайтли (II)      | 1,88                                               | 1,10                                         | 2,65                                      | 0,41                             | 33,90                    |
| (21088) Челябинск (II)      | 1,71                                               | 1,29                                         | 2,11                                      | 0,24                             | 38,46                    |
| (96189) Пигмалион (II)      | 1,82                                               | 1,26                                         | 2,38                                      | 0,31                             | 14,00                    |
| (154991) Винчигуэрра (II)   | 1,70                                               | 1,15                                         | 2,25                                      | 0,32                             | 5,60                     |
| (162011) Конномару (III)    | 2,83                                               | 1,13                                         | 4,52                                      | 0,60                             | 4,60                     |
| (164215) Долоресхилл (II)   | 2,11                                               | 1,27                                         | 2,95                                      | 0,40                             | 4,90                     |
| (189011) Огмий (I)          | 1,50                                               | 1,15                                         | 1,85                                      | 0,23                             | 18,70                    |